# Ilicz (rejon homelski)
Ilicz (biał. Ільіч; ros. Ильич, Iljicz) – osiedle na Białorusi, w obwodzie homelskim, w rejonie homelskim, w sielsowiecie Ułukauje, nad Sożem i w pobliżu Homla.
Znajduje tu się przystanek kolejowy Klanki, położony na wschodniej obwodnicy kolejowej Homla.